# القنب الهندي في أفغانستان

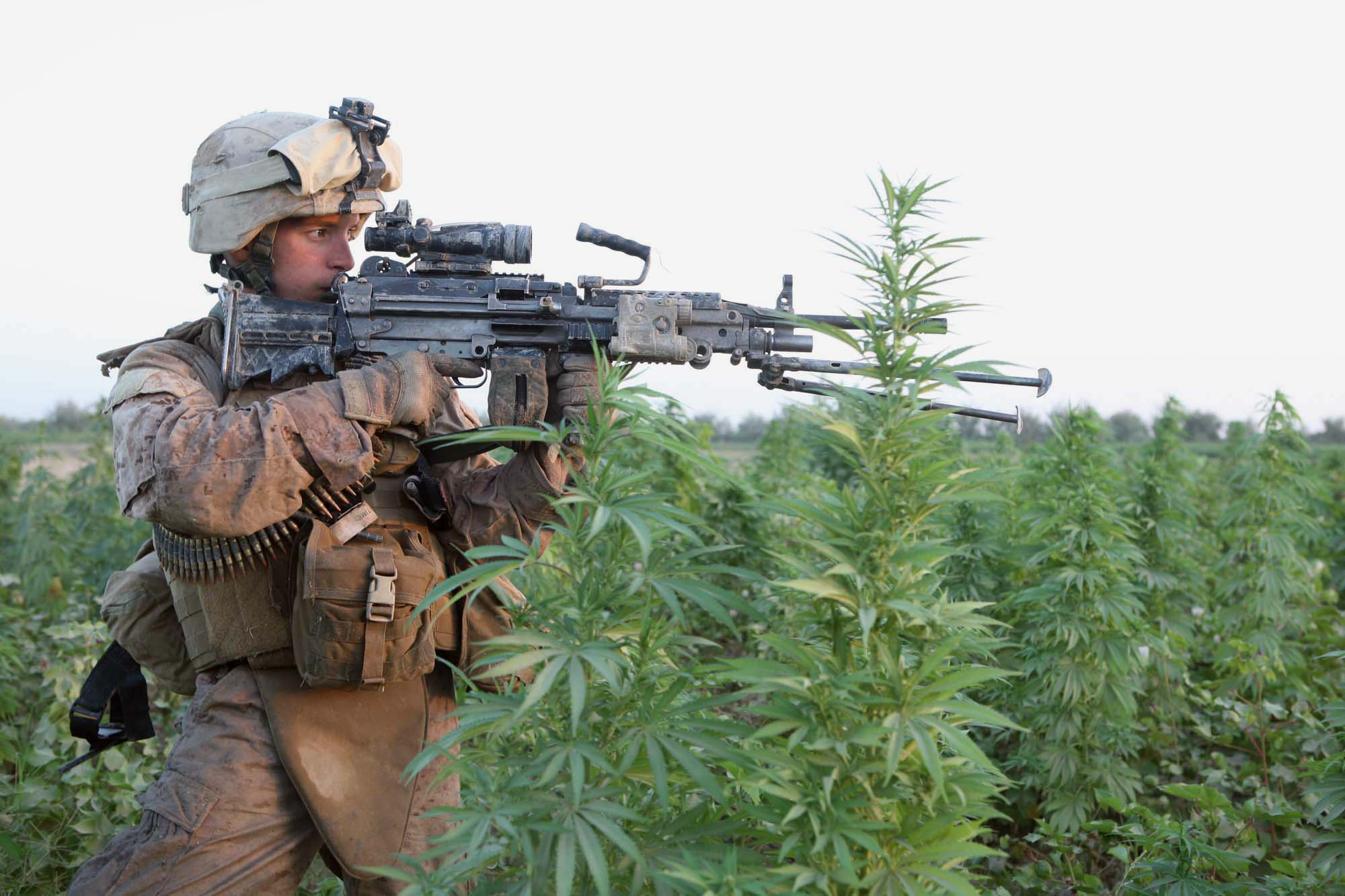
مشاة البحرية الأمريكية في حقل للقنب في ولاية هلمند, 2010

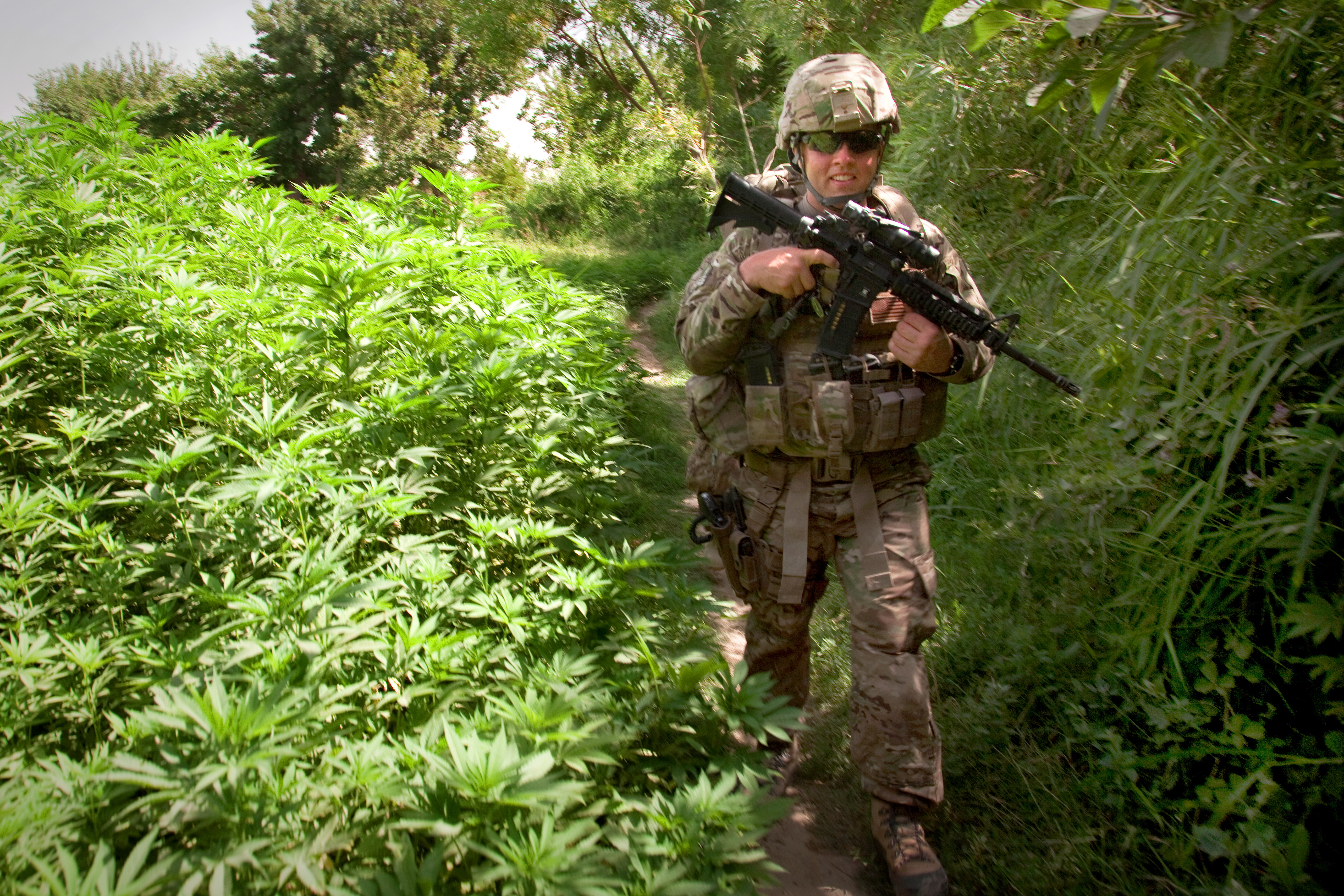
جندي أمريكي يقوم بدوريات بالقرب من نباتات القنب في قندهار, 2011

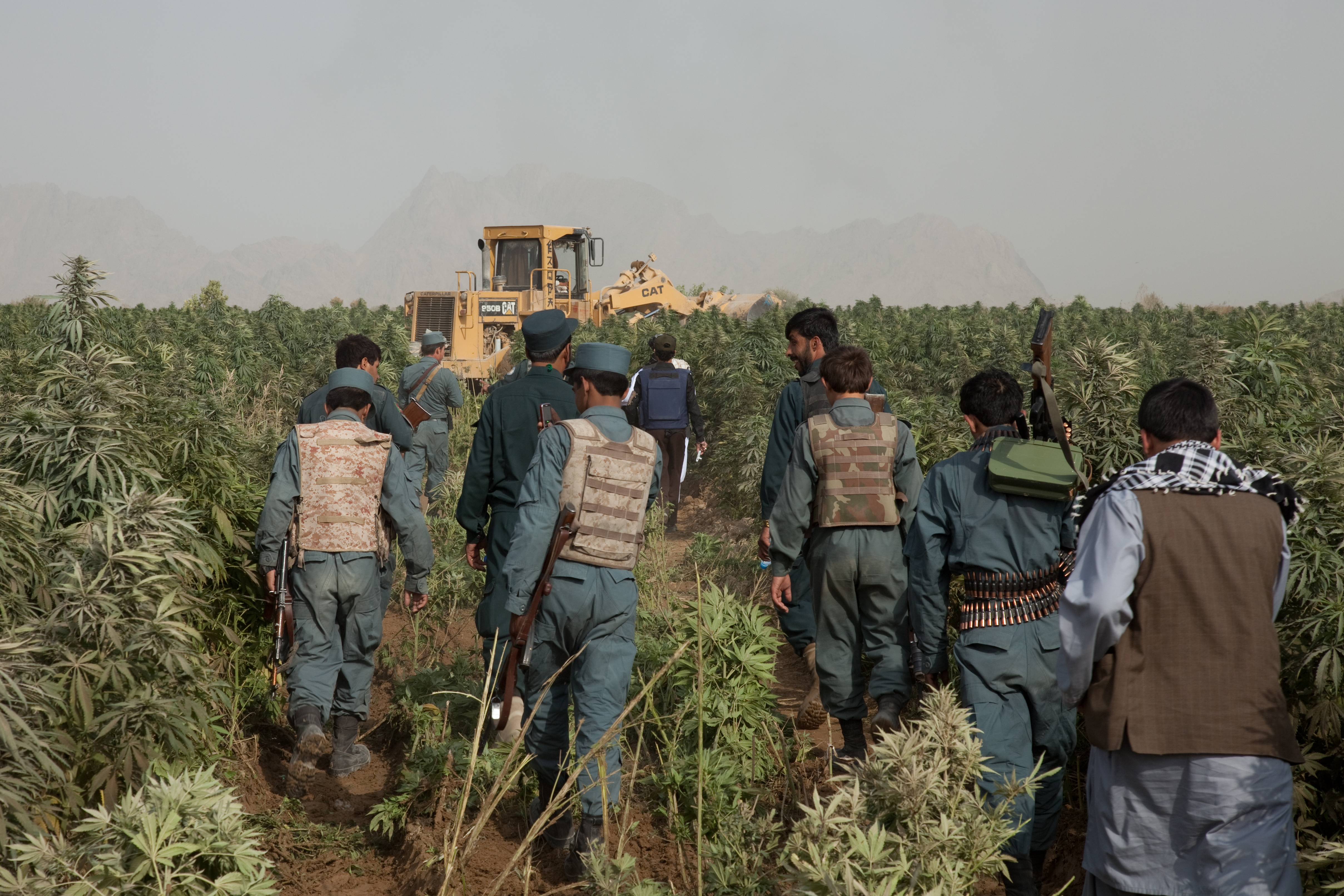
الشرطة الأفغانية تقضي على الحشيش في قندهار عام 2011

القنب الهندي في أفغانستان غير قانوني. لقد تمت زراعته لقرون, وشهدت تدخلًا ضئيلًا نسبيًا حتى السبعينيات, حيث أصبحت بعد ذلك قضية في كل من السياسة الدولية وتمويل سلسلة الحروب التي وقعت في أفغانستان لمدة أربعين عامًا. في عام 2010, ذكرت الأمم المتحدة أن أفغانستان كانت أكبر منتج للقنب في العالم.

## تاريخ
نبات القنب إنديكا موطنه أفغانستان. مع نشأة قنب ساتيفا أيضًا في آسيا الوسطى, فمن المحتمل أن تكون جميع سلالات القنب الموجودة منشؤها أفغانستان.

### الزراعة المبكرة
بابا كو هو شخصية فولكلورية أسطورية من بلخ في أفغانستان, وهو من أتباع الصوفية الذين أدخلوا الحشيش بشكل أسطوري إلى أفغانستان.

### هيبي تريل
في حين أن الزراعة التقليدية والاستهلاك المحلي إلى حد كبير للقنب كان شائعًا في أفغانستان, فقد أدى تطوير الهبي تريل في السبعينيات إلى تدفق السياح الشباب الذين لديهم شهية للقنب الهندي إلى أفغانستان. تم اعتبار الحشيش غير قانوني اسميًا في عام 1957, ويُزعم أنه كان في الغالب بمثابة تنازل للضغط الأمريكي, لكنه استمر كمخدرات شائعة في البلاد. ومع ذلك, فإن زيادة الإنتاج والبيع للسياح الغربيين رفعت القضية إلى مستوى مشكلة اجتماعية للحكومة الأفغانية. في عام 1972, صادرت السلطات الأفغانية كميات كبيرة من الهيروين المكرر والحشيش المعد للتصدير, مما كشف عن النطاق الدولي المتزايد لإنتاج المخدرات في البلاد. أدى الضغط الأمريكي على نقابات الحشيش في كابول في عام 1971 إلى زيادة التوتر حول هذه القضية.
خلال السبعينيات من القرن الماضي, ارتبط العديد من المواطنين الأفغان أيضًا بجماعة إخوان المسلمين في الحب الأبدي في الولايات المتحدة. قام تاجر كابول حياة الله توكي بنقل الحشيش مع شقيقه أمان الله الذي كان يعمل في السفارة الأمريكية في كابول.

### الحظر الملكي
في عام 1973, حظر الملك ظاهر شاه إنتاج الخشخاش والقنب الهندي, هذه المرة تبعه التزام حقيقي بالقضاء, بدعم من 47 مليون دولار بتمويل من حكومة الولايات المتحدة. في ذلك الصيف, عالجت القوات الأفغانية بقوة الإنتاج, ودمرت المزارع واعتقلت أو قتلت مزارعي القنب. عُزل ظاهر شاه من قبل ابن عمه محمد داود خان في ذلك الخريف, الذي أنهى النظام الملكي ونصّب نفسه كرئيس, لكن زخم تجارة الحشيش توقف, وأعاد المهربون الغربيون توجيههم إلى مصادر باكستانية, لذا كان حصاد 1973 ضئيلاً., كما كانت المحاصيل لعدة سنوات بعد ذلك.

## زراعة القنب
من عادات الاستهلاك في أفغانستان تناول البطيخ مع الحشيش, والذي يقال أنه يزيد من نسبة عالية ويقلل من أي آثار جانبية سلبية. 